# Liste von Abkürzungen in der Sexarbeit
Diese Liste von Abkürzungen in der Sexarbeit beinhaltet Abkürzungen und Jargon-Ausdrücke, die häufig in der Sexarbeit oder Prostitution, in der Pornografie oder in ähnlichen Bereichen verwendet werden. Die Bezeichnungen von sexuellen Praktiken sind ein Teil der Sexualsprache (siehe auch Glossar der Sexualität und Liste untypischer sexueller Interessen).

## Abkürzungen
| Abkürzung     | Bedeutung |
| ------------- | --- |
| 69            | Neunundsechzig: Sexposition beider Partner mit gegenseitigem Oralverkehr                                     |
| A2M, ATM      | Ass-to-Mouth: Fellatio nach Analverkehr                                                                      |
| AO            | - Alles ohne (ohne Kondom), evtl. nur vaginal, oft auch im Sinne von „AO total“ - Anal, dann Oral            |
| AO total      | Alles total ohne (GV oder AV ohne Kondom mit ungeschützter Besamung)                                         |
| AST           | After-Sex-Talk (Nachgespräch)                                                                                |
| Aufn.         | Aufnahme des Spermas in den Mund                                                                             |
| AV            | Analverkehr                                                                                                  |
| AVO           | Analverkehr ohne (ohne Kondom)                                                                               |
| AZF           | - Abzockfaktor (bei Bewertung von SDL) - Abzockfotze (vulgär) - Anal-Zungen-Fick                             |
| B2B           | Body-to-body                                                                                                 |
| BB            | Bareback (ohne Kondom)                                                                                       |
| BBB           | Bauch, Bart und Brille (männlich)                                                                            |
| BC            | Breath Control (Atemkontrolle)                                                                               |
| BDSM          | Bondage, Domination, Sadismus, Masochismus (BDSM)                                                            |
| bi            | bisexuell: beide Geschlechter liebend (Mann und Frau)                                                        |
| BJ            | Blowjob |
| BulRum        | Sammelbegriff für bulgarisch- oder rumänischstämmige SDL (Sexdienstleisterinnen), auch: RumBul               |
| BmB           | „Bitte mit Bild“: ein Foto wird gewünscht                                                                    |
| BV            | Brustverkehr: Busen-Sex, Mammalverkehr                                                                       |
| CBT           | Cock and Ball Torture (englisch für Penis- und Hodenfolter)                                                  |
| CDL           | Clubdienstleisterin: Prostituierte in einer Kontaktsauna                                                     |
| CE            | Clubeinheit: Entgelt für Clubdienstleisterinnen                                                              |
| CEI           | Cum Eating Instruction: Anweisung, Sperma zu schlucken                                                       |
| CIA           | Cum in ass, Sperma anal verabreicht                                                                          |
| CIM           | Cum in mouth, Sperma im Mund                                                                                 |
| CIP           | Cum in pussy, Sperma in der Vagina                                                                           |
| CS            | - Chatsex - Cybersex                                                                                         |
| dev           | devot: unterwürfig, passiv, submissiv, Bottom-Rolle                                                          |
| dom           | Dominant: Top-Rolle                                                                                          |
| DP            | Doppelpenetration                                                                                            |
| DS, DD        | Dildospiele                                                                                                  |
| DT            | Deepthroating: Variante des Oralverkehrs (englisch für „tief in den Rachen/Hals“)                            |
| DV, DVag      | Doppelvaginal                                                                                                |
| DWT           | Damenwäscheträger (ein Mann)                                                                                 |
| E6, ES        | Elektrosex, Elektrostimulation                                                                               |
| EL            | Eierlecken: orale Stimulation des Hodensacks                                                                 |
| F opt.        | Französisch optimal (FT: Fellatio total mit Schlucken)                                                       |
| FA            | - Fat Admirer (Bewunderer/in dicker Menschen) - Finger Anal                                                  |
| FE            | Fußerotik: Fußfetischismus                                                                                   |
| FF            | Faustfick, fist fuck, Fisting                                                                                |
| FFM           | Frau+Frau+Mann: flotter Dreier, Triole                                                                       |
| FK            | Fahrtkosten                                                                                                  |
| FO            | Französisch ohne: Fellatio ohne Kondom                                                                       |
| FS            | - Facesitting: Form des Oralverkehrs - Full Service: alles komplett                                          |
| FT            | Französisch total: Fellatio ohne Kondom (mit Aufnahme des Spermas in den Mund)                               |
| GB            | - Gangbang, auch: Herrenüberschuss (HÜ) - Gesichtsbesamung                                                   |
| GF3           | Girlfriend Experience mit allen/drei Körperöffnungen                                                         |
| GF6, GFS, GFE | Girlfriendsex, Girlfriend Experience (Sex wie mit einer festen Freundin)                                     |
| GS            | Gruppensex                                                                                                   |
| GV            | Geschlechtsverkehr                                                                                           |
| GVO           | (vaginaler) Geschlechtsverkehr ohne (ohne Kondom)                                                            |
| HH            | - Haus- und Hotelbesuch - Hobby-Prostituierte                                                                |
| HJ, HE, HV    | Handjob, Handentspannung oder Handverkehr                                                                    |
| HÜ            | Herrenüberschuss, auch: Gangbang (GB)                                                                        |
| HWG           | häufig wechselnde Sexpartner (Promiskuität)                                                                  |
| KB            | Körperbesamung                                                                                               |
| KFI           | kein finanzielles Interesse (unentgeltlich)                                                                  |
| KK            | Körperküsse                                                                                                  |
| KS            | Kuschelsex (Blümchensex)                                                                                     |
| KV            | Kaviar: Kotliebe (Koprophilie)                                                                               |
| LL            | Lack & Leder                                                                                                 |
| LLL           | Lack, Leder & Latex                                                                                          |
| MMF, MFM      | Mann+Mann+Frau bzw. Mann+Frau+Mann (unterscheidet, wer im Mittelpunkt steht): flotter Dreier, Triole         |
| NR            | Nichtraucher/in                                                                                              |
| NS            | Natursekt: Urinspiele (Urophilie)                                                                            |
| ÖM            | Ölmassage |
| OV            | Oralverkehr                                                                                                  |
| PPS           | Parkplatz-Sex                                                                                                |
| PSE           | Pornstar Experience: Erfahrung als Pornodarsteller                                                           |
| POV           | - „Penis on vagina“ (Pornokategorie) - „Point of View“, d. h. Pornos aus der Sicht des Protagonisten         |
| P6            | Pay Sex (gewerblicher Geschlechtsverkehr)                                                                    |
| PT            | Partnertausch                                                                                                |
| RACK          | Risk-aware consensual kink: risikobewusster und einvernehmlicher Kink (Fetisch/BDSM)                         |
| RS            | Rollenspiele                                                                                                 |
| RTC           | Roter-Teppich-Club (Kategorie für Pauschalclubs, gewöhnlich mit roten Teppichböden)                          |
| RumBul        | Sammelbegriff für bulgarisch- oder rumänischstämmige SDL (Sexdienstleisterinnen), auch: BulRum               |
| RW            | Reizwäsche                                                                                                   |
| SC            | Swingerclub: Veranstaltungsorte für Partnertausch                                                            |
| SDL           | - Sexdienstleister/-in - Sexuelle Dienstleistung                                                             |
| SM            | Sadomasochismus: Lust durch Zufügung oder Erleben von Schmerz oder Demütigung                                |
| SSB           | Schreibtischspiele im Büro                                                                                   |
| SSC           | Safe, Sane, Consensual: „sicherheitsbewusst, mit gesundem Menschenverstand, einvernehmlich“                  |
| sub           | submissiv: unterwürfig, passiv, devot, Bottom-Rolle                                                          |
| SV            | Schenkelverkehr: Reibung des Penis zwischen den Oberschenkeln einer Person                                   |
| T6            | Telefonsex: Befriedigung durch Gespräche am Telefon                                                          |
| TF            | Tittenfick: Busen-Sex, Mammalverkehr                                                                         |
| TG            | Taschengeld: geringe Entlohnung                                                                              |
| TS            | Transsexuell (veraltet): sich einem anderen als dem Geburtsgeschlecht zugehörig fühlen (transgeschlechtlich) |
| TV            | Transvestit: Mann in Frauenkleidern                                                                          |
| UD            | Umschnalldildo                                                                                               |
| V, VO         | Voyeur, Voyeurismus: Spannen, das Anschauen nackter Menschen oder sexueller Handlungen                       |
| VE            | Verbalerotik: Dirty Talk, erotisierende oder anschauliche und direkte Sprache                                |
| VG            | Vaginaler Geschlechtsverkehr                                                                                 |
| WDH           | Wiederholungsfaktor (bei Bewertung von SDL)                                                                  |
| ZA            | Zungenanal: Afterlecken                                                                                      |
| ZK            | Zungenküsse: beide Zungen berühren sich                                                                      |
| Abkürzung     | Bedeutung |

## Jargon
| Bezeichnung         | Bedeutung |
| ------------------- | --- |
| deutsch             | Missionarsstellung: Geschlechtsverkehr „Bauch zu Bauch“                                                          |
| Dogging             | Sex im Freien, meist verbunden mit Exhibitionismus                                                               |
| englisch, Erziehung | Erziehungsspiel, etwa Rollenspiele, Spanking, leichter Sadomasochismus                                           |
| evangelisch         | Geschlechtsverkehr mit Kondom (vgl. katholisch)                                                                  |
| französisch         | Oralverkehr: Fellatio bei Männern                                                                                |
| griechisch          | Analverkehr: Poliebe                                                                                             |
| Interracial         | Ausübung des Geschlechtsverkehrs zwischen verschiedenen Ethnien, z. B. Personen mit heller und dunkler Hautfarbe |
| italienisch         | Sexuelle Handlungen im Achselbereich                                                                             |
| katholisch          | AO Geschlechtsverkehr (vgl. evangelisch)                                                                         |
| Kaviar              | Koprophilie: sexueller Lustgewinn durch menschlichen Kot                                                         |
| Natursekt           | Urophilie: sexuelle Vorliebe für Urin                                                                            |
| Pegging             | anale Penetration mittels Strap-on                                                                               |
| Quickie, Quicky     | „schnelle Nummer“: (spontaner) sexueller Verkehr ohne Vorspiel                                                   |
| Rimming             | Anilingus: Küssen oder Lecken des Afters                                                                         |
| spanisch            | Mammalverkehr: Busen-Sex, Brustverkehr                                                                           |
| vanilla, vanille    | Vanillasex: konventioneller Sex, ohne Fetisch- oder BDSM-Elemente                                                |